# Justin Moss
Justin Moss (Detroit, Míchigan, 19 de junio de 1993) es un baloncestista estadounidense que pertenece a la plantilla de los Nelson Giants de la NBL de Nueva Zelanda. Con 2,01 metros de estatura, juega en la posición de ala-pívot.

## Trayectoria deportiva

### Universidad
Tras jugar un año en el community college de Indian Hills, en Iowa, en el que promedió 9,5 puntos y 5,1 rebotes por partido, jugó dos temporadas con los Bulls de la Universidad de Buffalo, en las que promedió 11,1 puntos y 6,4 rebotes por partido. En 2015 fue incluido en el mejor quinteto de la Mid-American Conference, elegido además Jugador del Año de la MAC.

### Profesional
Tras no ser elegido en el Draft de la NBA de 2015, en el mes de diciembre firmó su primer contrato profesional con los Orangeville A's de la NBL Canadá, donde en su primera temporada promedió 19,4 puntos y 8,9 rebotes por partido, saliendo como titular.
Al término de la temporada se unió al equipo panameño de los Caballos de Coclé, con los que disputó cinco partidos, promediando 14,2 puntos y 6,6 rebotes, regresando en diciembre a los Orangeville A's. Allí acabó su segunda temporada con 18,3 puntos y 7,8 rebotes por encuentro.
En julio de 2017 fichó por el Aubenas US de la NM1, el tercer nivel del baloncesto francés. Jugó una temporada en la que promedió 18,9 puntos y 6,3 rebotes por partido. La temporada siguiente, y sin cambiar de liga, firmó con el Union Tarbes Lourdes PB, donde acabó la temporada promediando 15,5 puntos y 4,8 rebotes.
En diciembre de 2019 regresó a Canadá para fichar por el Sudbury Five, pero no llegó a debutar con el equipo, firmando en enero de 2020 con el también equipo canadiense de los KW Titans.
En diciembre de 2023 se supo que había sido contratado por el Khasin Khuleguud de Mongolia, por lo que dejó al equipo Larre Borges con el que jugaba desde octubre.